# 陸小鳳與花滿樓
《陆小凤与花满楼》，该剧改编自古龙武侠小说《大金鹏王》（原名《陆小凤传奇》），是全球首部3D电视武侠剧，投资将达上亿元人民币。由于于投资大，所以将采取套拍形式，同时推出在国内大部分频道播出的高清版。制作组亦是卖点，由潘文杰执导，林峯、张晓龙、张檬和斓曦领衔主演，更有郑则仕、刘雪华等资深演员。2013年3月20日开拍，同年6月杀青，2015年1月10日在深圳卫视首播。

## 播出平台
| 頻道                 | 所在地   | 播映日期       | 播出時間                   |
| -------------------- | -------- | -------------- | -------------------------- |
| 深圳卫视             | 中国大陆 | 2015年1月10日  | 每天19:30起                |
| 高清翡翠台           | 香港     | 2015年5月30日  | 星期二至六 00:00-01:00     |
| Workpoint(工分) 频道 | 泰國     | 2015年6月4日   | 週一至週五 18:30-19:15     |
| 新传媒8频道          | 新加坡   | 2015年7月10日  | 週一至週五 23:00-00:00     |
| GEM TV ASIA          | 越南     | 2015年10月14日 | 週一至週五 21:00-22:00     |
| 愛爾達綜合台         | 臺灣     | 2015年12月14日 | 星期一至週五 20:00 - 22:00 |
| CTV8頻道             | 柬埔寨   | 2016年5月17日  | 星期一至五 12PM and 9PM    |

## 劇情概要
讲述陆小凤（林峯 飾）调查中原皇帝的怪病再次进入到人们的视线中，金鹏王朝遗族公主上官丹凤（斓曦 飾）的出现为陸小鳳指点迷津：只有金鹏王朝3名叛臣知道如何解开皇上身上的毒蛊，只要找到这3人就能揪出幕后真凶。调查过程中，陆小凤因缘际会与名医花滿樓（张晓龙 飾）、剑神西门吹雪（谭俊彦 飾）结为好友；而一路跟着陆小凤参与调查的阿信（张檬 飾），虽然深知陆小凤情归丹凤，但却发现陆小凤已经成为她无法放下的牵挂，陆小凤亦对阿信有着不一样的情感....

## 演員
| 演員   | 角色     | 關係/暱稱 | 粤语配音 |
| 林峯   | 陆小凤   | 風流不羈，武功高強，因鬍子像兩条眉毛，故有外號“四条眉毛”之稱。亦因為性格我行我素，故不會向任何人許下承諾。花滿樓與西门吹雪為好朋友。                                                                         | 李鎮然   |
| 张晓龙 | 花满楼   | 江南地产富豪花家之子，醫術高明，擁有花神醫稱號，七歲開始雙目失明，所以身旁有一隻會說話的導盲鳥ㄚㄚ伴隨左右，上官丹圖多次安排飛燕刺殺他，但飛燕每次均手下留情並開始對他深入了解後，兩人互生情愫.............. | 李致林   |
| 张檬   | 阿信     | 擁有天眼通，大智大勇徒弟，能閱過去未來，但有時不靈，天松的遺妻，後來在衛王府吃了紅豆糕後中毒，後被陆小凤治好。                                                                                               | 陳皓宜   |
| 斓曦   | 上官丹凤 | 上官丹圖的孖生妹妹，金鵬王朝的公主，雖與陸小鳳有感情，但因陸小鳳從不給予承諾故最終也沒有正式一起，最後在金鵬寶庫外協助陸小鳳和朱老闆過橋後，自己一人返回寶庫內，揚言要與金鵬王朝共存亡.............          | 劉惠雲   |
| 斓曦   | 上官丹图 | 上官丹鳳的孖生姊姊，黑衣幫首領，被殺無赦利用後遭殺害。 | 劉惠雲   |
| 郑则仕 | 霍休     | 原為金鵬王朝三大家臣之上官木，一代枭雄，霍天青之父親，原著中的幕后黑手，是江湖中的一大超级富豪。嗜酒如命，更視錢如命，一手建立青衣樓，後被上官丹圖殺死。                                                     | 潘文柏   |
| 刘雪华 | 皇太后   | 衛王、靖王、緒王、育王、皇上之親母。 | 黃玉娟   |
| 宗峰岩 | 卫王     | 真正身份為殺無赦徒弟，迷戀上官丹鳳，丹鳳被霍休用藥物控制時在不知情下與衛王發生關係。他更為了想得到寶庫及皇位，竟利用上官丹圖向同母異父的哥哥（皇上）下毒。                                                   | 劉昭文   |
| 毛林林 | 孫秀清   | 原著中「峨眉四秀」之一，峨嵋派之新掌門，在青衣樓殺手追殺重傷後被西門吹雪救回萬梅山莊因而漸生愛意。 | 何璐怡   |
| 谭俊彦 | 西门吹雪 | 武林劍癡，喜歡找高手論劍，與孫秀清互有愛意。 | 陳欣     |
| 蔡俊涛 | 霍天青   | 霍休與桂花兒子，原在靖王的身邊擔任總管，靖王失勢後投靠衛王。迷戀上官飛燕，後被上官丹圖殺死。 | 黃積權   |
| 陈雅婷 | 上官飛燕 | 原為上官丹圖的殺手及青衣樓其中一樓主，後脫離，為救花滿樓被迫失身於霍天青。後來為了花滿樓而隱暪三條金鑰下落被殺無赦虐殺。                                                                                     | 張頌欣   |
| 韓銀龍 | 趙總管   | 侍候皇太后的宮內總管。 | 巫哲棋   |
| 魏震   | 朱停     | 陸小鳳的好友，號稱「天下第一工匠」。 | 蕭徽勇   |
| 王妍蘇 | 老闆娘   | 朱停之妻子。 | 朱妙蘭   |
| 沈保平 | 獨孤一鶴 | 原為金鵬王朝三大家臣之平一帆，峨嵋派師叔，峨眉山「玄真觀」觀主。 | 張炳強   |
| 潘廣居 | 燕三     | 峨嵋派師叔。 | 陳永信   |
| 趙芙麗 | 周易     | 峨嵋派師叔。 | 蔡惠萍   |
| 曾曾   | 马秀贞   | 原著中「峨眉四秀」之一，喜歡陆小凤。 | 林元春   |
| 江佳桐 | 葉秀珠   | 原著中「峨眉四秀」之一，欣賞花滿樓。 | 林芷筠   |
| 陳芊言 | 石秀雪   | 原著中「峨眉四秀」之一，懷獨孤一鶴孩子後被殺害。 | 黃昕瑜   |
| 王瑞虹 | 慧妙師太 | 峨嵋派掌門，與皇上一樣染有同樣的奇毒。 | 林丹鳳   |
| 陳長海 | 任道遠   | 慧妙師太之師兄，生活在峨嵋禁地，真心對呆摯愛慧妙師太。 | 朱子聰   |
| 高江   | 葉塵     | 上官丹圖的殺手，喜歡上官飛燕，後被上官丹圖殺死。 | 麥皓豐   |
| 任學海 | 金鵬王   | 金鵬王朝國王，上官丹凤、上官丹圖之父親。 | 盧國權   |
| 張柏俊 | 閻鐵山   | 原為金鵬王朝三大家臣之皮立本，珠寶商人，與靖王勾結，後被上官丹圖斷手腳殺害。 | 馮志輝   |
| 应昊茗 | 天松     | 金旗將軍鄭南岳之子，靖王義子，阿信之丈夫，為了替父親報仇刺殺皇太后時被霍休打傷後，在亂箭下身亡。 | 梁偉德   |
| 王勁天 | 趙豹     | 天松的僕人。 | 胡家豪   |
| 侯傑   | 緒王     | 皇太后之親兒，遭慧妙師太在病發時殺害。 | 馮志輝   |
| 王光輝 | 靖王     | 皇太后之親兒，意圖行刺皇太后及發動兵變謀反不果，後服毒自盡。 | 葉振聲   |
| 婁亞江 | 德王     | 皇太后之親兒。 | 張錦江   |
| 白錦程 | 何國醫   | 太醫院的大夫。 | 黃子敬   |
| 刘俊   | 龍飛     | 表面是衛王近身，真正身份為衛王之師弟。 |          |
| 符涛   | 小童     | 西門吹雪的劍童。 | 袁淑珍   |
| 吳海棠 | 皇后     | | 沈小蘭   |
| 刘昀   | 皇上     | | 朱子聰   |
|        | 劉猛     | 陸小鳳的舊友，綽號「火焰刀」。 | 潘文柏   |
| 于莉红 | 桂花教主 | 青衣楼主玉面郎君的妻子後因孩子被毒害，结下不共戴天之仇，后来桂花成立教派专门保护被青衣楼追杀的人，在极为凶险的人间地狱鬼门岩生活。                                                                           |          |
| 卢勇   | 柳恨冬   | 衛王父親。 | 陳永信   |

## 音乐原声
| 歌曲     | 作词   | 作曲   | 演唱者 | 备注   |
| 心有灵犀 | 林日曦 | 邓智伟 | 林峯   | 主题曲 |
| 一点通   | 林日曦 | 邓智伟 | 蔡俊涛 | 片尾曲 |

## 製作人員
- 导演：潘文杰、任海涛
- 制作人：吴忠文、李斌
- 编审：方世强
- 策劃：李美彌
- 原著：古龙
- 编剧：江旋、邱琼、赵莉
- 开机时间：2013年3月20日